# Montégut (Gers)
Montégut – miejscowość i gmina we Francji, w regionie Oksytania, w departamencie Gers.
Według danych na rok 1990 gminę zamieszkiwało 317 osób, a gęstość zaludnienia wynosiła 28 osób/km² (wśród 3020 gmin regionu Midi-Pireneje Montégut plasuje się na 750. miejscu pod względem liczby ludności, natomiast pod względem powierzchni na miejscu 993.).